# Belfort van Sluis

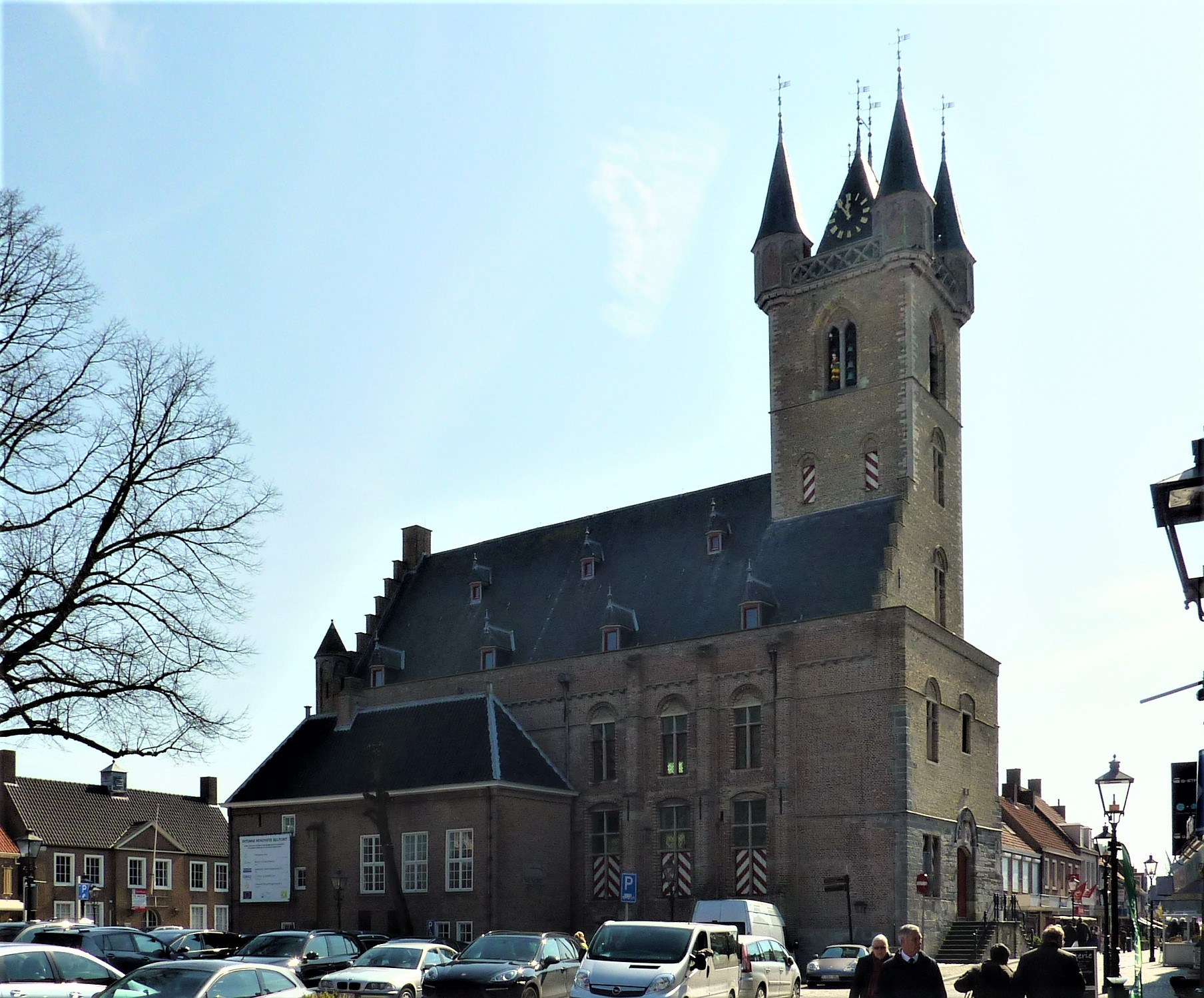
Belfort in Sluis

Het Belfort van Sluis is een herbouwd, van oorsprong middeleeuws bestuursgebouw met klokkentoren in de Zeeuws-Vlaamse stad Sluis. De bouw ervan begon mogelijk in 1386. Na de verwoesting in 1944 werd het in de jaren 1950 herbouwd. De rechthoekig ingebouwde toren maakt het een treffend voorbeeld van een Vlaams belfort. Het is het enige belfort binnen de grenzen van het hedendaagse Nederland. In 1973 werd het opgenomen in het Rijksmonumentenregister. Het gebouw is het raadhuis van de gemeente Sluis, er vinden culturele activiteiten plaats en het fungeert als historisch museum.

## Geschiedenis
Het gebouw heette oorspronkelijk Poorthuis en was bestemd voor vergaderingen en feesten, naar analogie van de Poortersloge in Brugge. Ernaast bevond zich het Schepenhuis.

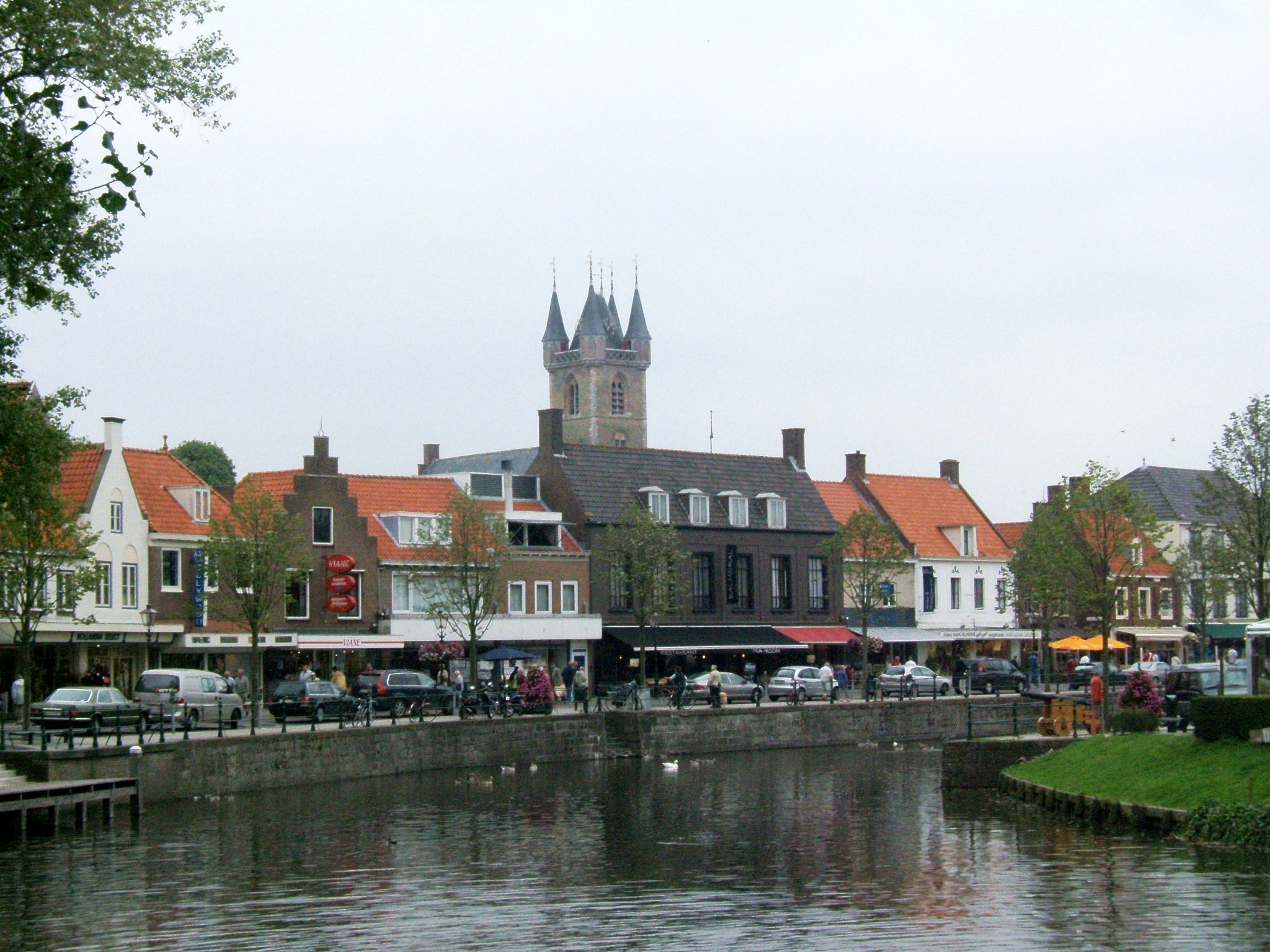
Zicht op Sluis

In 1393 woedde er brand in beide gebouwen, het Schepenhuis werd al snel hersteld, maar het Poorthuis pas in 1423. De schepenzaal werd toen naar het Poorthuis overgebracht.
Het Schepenhuis is later in gebruik geweest als waag en werd in 1798 gesloopt. Het Poorthuis werd gerestaureerd tussen 1894 en 1904, maar verwoest door geallieerde bombardementen op 11 oktober 1944. Hierbij gingen het stadsarchief en een groot aantal kunstschatten verloren. Het Belfort is tussen 1956 en 1960 als enige van de in de Tweede Wereldoorlog verwoeste historische gebouwen in Sluis herbouwd. Ook 'klokkenman' Jantje van Sluis werd weer op de toren geplaatst.

## Gebouw

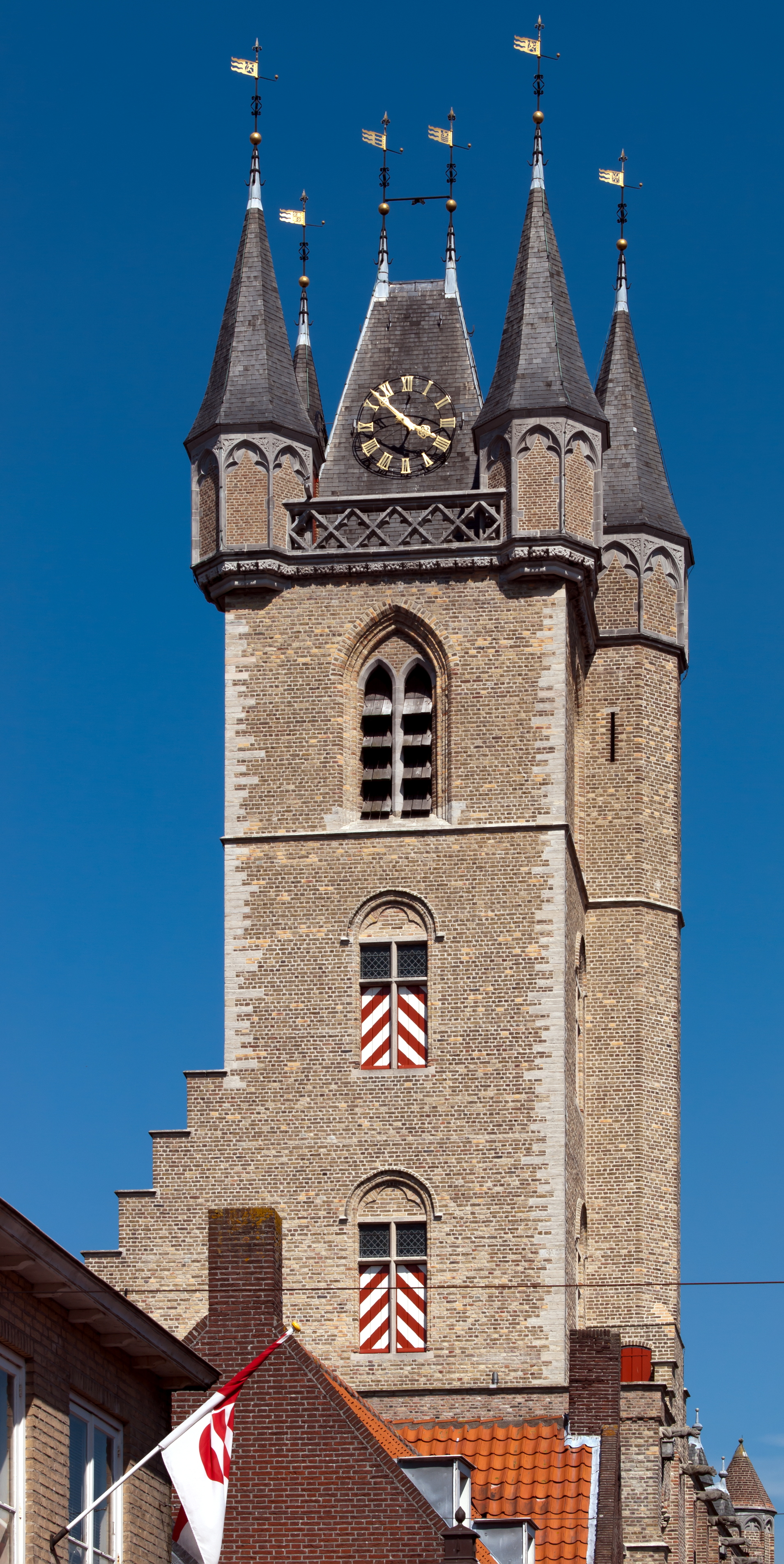
Het Belfort

Het Belfort is een rechthoekig gebouw met een ingebouwde toren: het eigenlijke belfort. Dit is een vierhoekige toren met vier uitgekraagde hoektorentjes. Het gebouw is gedeeltelijk van natuursteen. In de kelder bevond zich vroeger het wapenarsenaal en de gevangenis van de stad. In de raadszaal bevindt zich een smeedijzeren hek, vervaardigd door Jan Pieter van Baurscheidt de Jonge en afkomstig uit het onderkomen van de vierschaar in het Middelburgse stadhuis.

## Museum
In het gebouw is Museum Het Belfort ingericht; in 2013 werd het gerenoveerde museum heropend. Op de tweede verdieping wordt de geschiedenis van Sluis uit de doeken gedaan; op de derde verdieping komen Sluizenaar Johan Hendrik van Dale, woordenboeken en taal aan bod. Bovenaan de toren is een uitkijkplatform. Het Belfort bezit een groot aantal archeologische en kunstvoorwerpen, waaronder schilderijen uit de 15e tot de 18e eeuw, van Peter Paul Rubens, Antoon van Dyck, Van Eertvelt en Karel André van Loo. Ook zijn er onder meer gravures en prenten, hellebaarden, een drinkbeker van het Zakkendragersgilde en een middeleeuwse pijnbank. De toren kan worden beklommen.

## Oorlogsmonument
In de muur van het belfort zijn gedenktafels ingemetseld die herinneren aan de vele tientallen slachtoffers die als gevolg van de bombardementen in 1944 vielen. Onder hen waren veel vluchtelingen die in Sluis een veilig onderkomen dachten gevonden te hebben.